# Castillos (canción)
«Castillos» es una canción interpretada por la cantante argentinomexicana Amanda Miguel de su álbum debut de estudio de 1983 titulado El sonido Vol. 2. Fue escrita y producida por su entonces pareja Diego Verdaguer. Esta canción es otro éxito más de la misma artista junto con otras canciones mas como Así no te amará jamás y Él me mintió (que también esta incluido en el anterior álbum El sonido vol. 1).

## Antecedentes y significado
En resumen, es otra canción que surgió de la experiencia de Miguel con las infidelidades de su esposo Diego Verdaguer, ya que refleja la experiencia de una mujer que se da cuenta de que su relación no es lo que parecía, habiendo vivido en un mundo de fantasía que se desmorona al descubrir la verdadera naturaleza de su pareja.
Además también transmite un mensaje de empoderamiento, al expresar la decisión de la protagonista de no querer más castillos en el aire y de liberarse de las cadenas de una relación destructiva.

## Lista de canciones

### CD - Single[5]
| Castillos — Single |                   |          |  |
| N.º                | Título            | Duración |  |
| 1.                 | «Castillos»       | 4:12     |  |
| 2.                 | «Un día de estos» | 3:26     |  |

## Posicionamiento en listas
| Lista (1983)               | Mejor posicion |
| -------------------------- | -------------- |
| México (Notitas Musicales) | 3              |